# Demokratická a republikánská aliance
Demokratická a republikánská strana (francouzsky Alliance Démocratique et Républicaine, ADERE) je politická strana v Gabonu.

## Historie
Během parlamentních voleb v roce 1996 získala strana jedno křeslo v Národním shromáždění. Během parlamentních voleb v roce 2001 získala ADERE tři mandáty. Tyto tři mandáty obhájila i během parlamentních voleb v roce 2006. V té době byla ADERE součástí bloku podporujícího úřadujícího prezidenta Omara Bonga a vládnoucí Gabonskou demokratickou stranu.
Na plenárním zasedání 15. ledna 2010 se strana rozhodlo opětovně připojit k Prezidentské většině, kterou opustila v polovině roku 2009 po smrti Omara Bonga. Zároveň podpořila reformy zavedené prezidentem Alim Bongem Ondimbou. Během parlamentních voleb v roce 2011 ztratila ADERE všechna křesla v Národním shromáždění.
Dne 24. ledna 2014 zemřel předseda strany Dieudonné Pambou.